# Ciecień

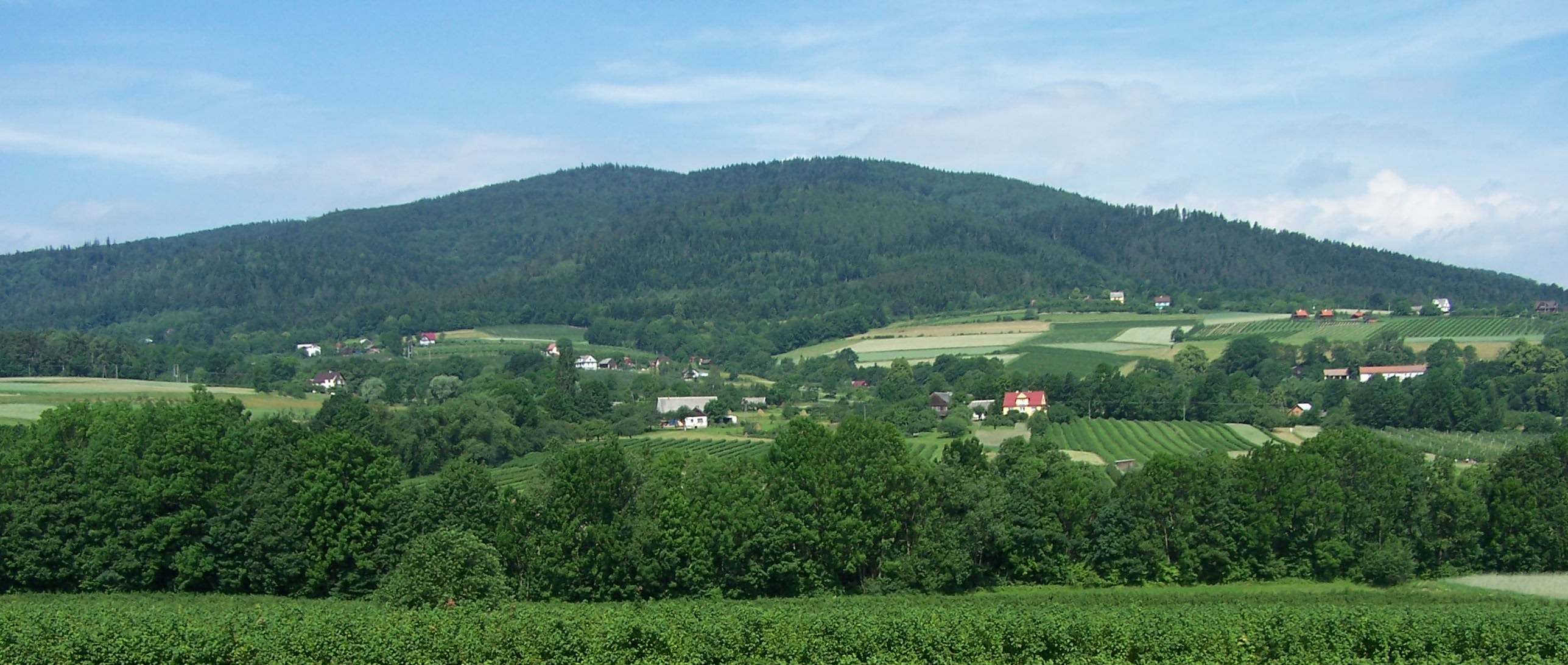
Ciecień – widok ze Skrzydlnej

Ciecień (829 m) – szczyt w Beskidzie Wyspowym. Ma charakter pasma górskiego o przebiegu południkowym, czym różni się od większości szczytów w Beskidzie Wyspowym. Jest najwyższym szczytem w Paśmie Cietnia (inna spotykana odmiana: Ciecienia). Ma też inną budowę geologiczną – zbudowany jest z utworów płaszczowiny śląskiej, a nie płaszczowiny magurskiej, jak większość szczytów Beskidu Wyspowego.

## Topografia
Masyw Cietnia znajduje się pomiędzy doliną Krzyworzeki i Stradomki, wznosząc się ponad nie nawet 500 m i ciągnie się od Wierzbanowskiej Przełęczy po przełęcz pod Grodziskiem. Wznosi się nad miejscowościami: Wierzbanowa, Wiśniowa, Przenosza i Szczyrzyc z klasztorem cystersów. Wcinają się w niego doliny wielu potoków. Większe z nich to Janikówka, Kobylak Pierwszy, Potok na Padoły (w dolinie Krzyworzeki), Tomerowski Potok, Potok Jaworski, Godusza, Potok Kwitowski, Czarnowicki, Potok Kałowski, Szyja. W masywie wyróżniono też kilka podrzędnych szczytów i grzbietów: Goła Góra, Łysa Góra, Księża Góra, Góra Sosnowa, Cubla Góra.

## Opis masywu
Ciecień wzmiankowany jest w dokumentach już z 1365 r. pod nazwą nazwę Czeczen. Są to dokumenty określające granice miejscowości Jerzmanowa (obecnie Wierzbanowa). W miejscowej gwarze góra ta nosiła nazwę Ciecień lub Ciecioń. Przypuszcza się, że nazwa ta pochodzi od charakterystycznego wcięcia między dwoma jego nierównymi wierzchołkami, widocznego dobrze od południowej strony.
Porasta go las, dawniej jednak był bardziej bezleśny, o czym świadczą nazwy Goła Góra i Łysa Góra. Ostało się na nim jeszcze kilka polan, nazwę posiada tylko polana Kadłuby nad wsią Przenosza. Najlepszy widok jest z polanki paralotniarzy na zachodnich stokach Ciecienia, nad Wiśniową. Ostatnio Ciecień stał się ulubioną góra paralotniarzy, a w leżącej u jego podnóży Wiśniowej urządzane są coroczne ich zjazdy i pokazy.
Lasy Ciecienia były ulubionym miejscem polowań króla Władysława Łokietka, polował w nich kilka razy. W czasie II wojny światowej na Ciecieniu kwaterowali partyzanci 1 Pułku Strzelców Podhalańskich AK (pseudonim „Limanowa”).

## Szlaki turystyki pieszej
Poznachowice Górne – Grodzisko – Cubla Góra – Księża Góra – Ciecień. Czas przejścia 3 h (↓ 2:15 h), suma podejść 60 m (↓ 700 m), odległość 9,6 km,
 Ciecień – Wierzbanowska Przełęcz – Przełęcz Wielkie Drogi – Kasina Wielka. Czas przejścia 2:30 h (↑ 2:50 h), suma podejść 190 m (↑ 460 m), odległość 8,2 km,
 Szczyrzyc – Ciecień. Czas przejścia 1:45 h (↓ 1:15 h), suma podejść 500 m (↓ 10 m), odległość 4,3 km,
 Pogorzany k. Szczyrzyca – Cubla Góra. Przy szlaku: drewniana kaplica (obiekt zabytkowy Małopolskiego Szlaku Architektury Drewnianej) oraz potężna wychodnia skalna „Diabli Kamień”, u stóp której pustelnia. Czas przejścia 1:30 h (↓ 1 h), suma podejść 210 m (↓ 60 m), odległość 4,2 km.